# NetApp
NetApp este o companie din Statele Unite ale Americii care se ocupă cu gestionarea și stocarea datelor, înființată în anul 1992. În mai 2009, NetApp a cumpărat compania rivală Data Domain cu 1,5 miliarde dolari. Data Domain este specializată în tehnologii care ajută la eliminarea datelor inutile și duplicate deținute de companii.